# Très Court International Film Festival
Le Très Court International Film Festival (Le Très Court, anciennement Festival International des Très Courts) est un festival de cinéma annuel qui se tient début juin dans plusieurs villes simultanément. Il est dédié aux courts métrages de quatre minutes ou moins. Des centaines de courts-métrages en provenance du monde entier y sont présentés en compétition.
L’événement se tient dans plus de 20 pays. Le festival est devenu un événement cinématographique mondial : en 2018, il a été fréquenté par plus de 30 000 spectateurs à travers le monde, dont 10 000 en France.

## Historique
Le Festival international des Très Courts naît en 1999. Il est créé par Marc Bati et Pascal Toutain. Le festival ne concerne alors que les films de moins de 3 minutes, hors titre et générique.
La première édition se déroule à Paris au Forum des images en octobre 1999. Le Forum des Images accueille le Festival pendant plusieurs années.
En 2002, le Festival se développe à l’échelle nationale. Lors de la 4e édition, le Festival se déroule dans 4 villes en France. Dès 2005, le Festival s’ouvre à l’international, avec des projections en Suisse et en Belgique.
En 2009, la sélection Paroles de Femmes est créé par Katia Martin Maresco.
Le Festival est rebaptisé en 2014 et devient le Très Court International Film Festival.
La sélection Française est créée en 2018.
Le Défi 48H est lancé pour la première fois en 2019.

## Organisation du Festival
La coordination internationale est gérée à Tours et à Paris par l'association Tout en Très Court.
Le festival reçoit le soutien et le parrainage de nombreux organismes, publics et privés, notamment du secrétariat d’état chargé de l’égalité entre les Femmes et les Hommes et les luttes contre les discriminations, du CNC et de Canal+.

## Programme
En compétition :
- Sélection Internationale (films en provenance du monde entier)
- Sélection Paroles de Femmes (films autour de points de vue de femmes du monde entier)

Hors compétition :
- Sélection Famille (films pour enfants et animation, à partir de 6 ans)
- Sélection Française (films français et francophones aux références culturelles et aux sujets d'actualité français)
- Documentaire
- Rions (avant la fin du monde)

Anciennes sélections :
- Music'n'Dance (clips musicaux) de 2014[9] à 2017
- Différence ou Travelling 34 (films sur le thème du handicap) de 2012[10] à 2017
- Web-séries (épisodes de séries sorties sur Internet) en 2016[11]
- Monde d'avant, monde d'après (films représentant une rupture ou un changement sociétal) en 2012[12]
- Sélection Ils ont osé "Trash&Glam" (films subversifs et provocateurs)

## Défi 48 Heures Très Court
Le défi 48 Heures Très Court est créé en 2019. Il vise à encourager la création autour des thématiques environnementales à l’échelle nationale, en France. Le challenge consiste à scénariser, tourner, monter, et livrer un film de moins de 4 minutes, en 48 heures, en suivant 4 contraintes imposées au début du défi.
Les 20 films finalistes sont diffusés à Tours avant la cérémonie de remise des Prix.

## Prix décernés
- Grand Prix du Jury Décerné au meilleur court métrage de la sélection Internationale
- Prix de l'Originalité Décerné au court le plus original de la sélection Internationale
- Prix de l'Animation Décerné au meilleur court d’animation de la sélection internationale
- Prix du Droit des Femmes Décerné au meilleur court dans la sélection Paroles de Femmes. Il est décerné par un jury de personnes sensibilisées à l’égalité entre les Femmes et les Hommes[14].
- Prix du Public Le court-métrage préféré du public. Remis quelques jours après la cérémonie de remise de prix, il est décerné après un vote de tous les spectateurs à travers le monde[15]
- Prix Canal+ Correspond à un achat de droits pour diffusion sur Canal+
- Prix CNC Talent Remis au meilleur film du défi 48 Heures[16]
- Prix Imago TV[17]
- Prix Upgreen TV[17]

## Pays participants
- Afrique : Égypte, Togo
- Amérique : Canada, Chili, Équateur, Panama, Pérou, Martinique
- Asie : Chine, Inde
- Europe : Angleterre, Espagne, Estonie, France, Grèce, Irlande, Islande, Italie, Pays-Bas, Roumanie, Slovaquie, Suisse, Turquie
- Océanie : Nouvelle-Calédonie

## Les présidents du jury
Chaque année, une personnalité du monde des arts vient présider le jury de la sélection officielle du festival.
- 1999 : Moebius, auteur de bande dessinée
- 2000 : Charlélie Couture, chanteur
- 2001 : Patrick Bouchitey, réalisateur
- 2002 : Gustave Parking, humoriste
- 2003 : Jean-Michel Ribes, réalisateur
- 2004 : Emma de Caunes, comédienne
- 2005 : Pierre Richard, comédien
- 2006 : Gérard Krawczyk, réalisateur
- 2007 : Claude Chabrol, réalisateur
- 2008 : Yves Boisset, réalisateur
- 2009 : Jean-Loup Hubert, réalisateur
- 2010 : Philippe Muyl, réalisateur
- 2011 : Nicolas Altmayer, producteur
- 2012 : Jean-François Halin, scénariste
- 2013 : Marianne Slot[18], productrice
- 2014 : Bruno Putzulu, comédien
- 2015 : Pascale Ferran, réalisatrice
- 2016 : Aure Atika, comédienne
- 2017 : Nicolas Boukhrief, réalisateur
- 2018 : Éric Judor, comédien
- 2019 : Michel Hazanavicius, réalisateur
- 2020 : Jan Kounen, réalisateur
- 2021 : Audrey Dana, actrice et réalisatrice
- 2022 : Keyvan Khojandi, acteur et producteur
- 2023 : Fabrice Maruca, réalisateur